# Neonitocris gaboniensis
Neonitocris gaboniensis är en skalbaggsart som beskrevs av Stefan von Breuning 1956. Neonitocris gaboniensis ingår i släktet Neonitocris och familjen långhorningar.
Artens utbredningsområde är Gabon. Inga underarter finns listade i Catalogue of Life.